# Дикий Нікор
Дикий Нікор (біл. Дзікі Нікар) — драговина на півночі Пружанського району Брестської області Білорусі, в водозборі каналу Наревка (притока річки Нарев).

## Опис драговини
Площа 7,2 тис. Га. Глибина торфу до 3,2 м, середня 1,3 м, ступінь розкладу 38%, зольність 13,3%. Велика частина болота в межах Біловезької пущі.

## Флора
На території пущі драговину не осушено, переважають гіпново-осокові асоціації. Серед драговини — єдина в Білорусі ділянка з білої ялиці. Інша частина осушена відкритою мережею в 1950. Вирощують зернові та кормові культури, сіяні трави.